# ناحیه مورتس‌چوشلاگ
ناحیه مورتس‌چوشلاگ (به آلمانی: Mürzzuschlag District) یک شهرستان‌های اتریش و شهرستان و تقسیمات کشوری سابق در اتریش است که در اشتایرمارک واقع شده‌است. ناحیه مورتسوشلاگ ۴۲٬۹۴۳ نفر جمعیت دارد.